# Sitapur (distrikt)
Sitapur är ett distrikt i den indiska delstaten Uttar Pradesh, och hade 3 619 661 invånare år 2001 på en yta av 5 743 km². Det gör en befolkningsdensitet på 630,3 inv/km². Den administrativa huvudorten är staden Sitapur. De största religionerna är Hinduism (80,07 %) och Islam (19,23 %).

## Administrativ indelning
Distriktet är indelat i sex kommunliknande enheter, tehsils:
- Biswan, Laharpur, Mahmudabad, Misrikh, Sidhauli, Sitapur

## Städer
Distriktets städer är huvudorten Sitapur samt Biswan, Hargaon, Khairabad, Laharpur, Mahmudabad, Maholi, Misrikh-cum-Neemsar, Paintepur, Sidhauli och Tambaur-cum-Ahmadabad.
Urbaniseringsgraden låg på 11,95 procent år 2001.